# Јанг Хао (одбојкашица)
Јанг Хао (кин: 杨昊; 21. март 1980) бивша је кинеска одбојкашица. Освојила је две медаље на Олимпијским играма (злато 2004. и бронзу 2008).